# شهرستان بیرسکی
شهرستان بیرسکی (به لاتین: Birsky District) یک شهرستان در روسیه است که در باشقیرستان واقع شده‌است.